# バイキッズ!
『バイキッズ!』は、神塚ときおによる日本の漫画作品。

## 概要
1991年（平成3年）、講談社の『モーニングパーティ増刊』43号から連載され 、同社の『月刊アフタヌーン』に移籍し1992年6月号から1993年4月号まで掲載された。
オートバイ技術養成学校「トップランクスクール」とオートバイによる配送サービスを行なう「早駆屋」を主な舞台とする作品で、単行本はアフタヌーンKCから全2巻。

## 主な登場人物
風音 舞（かざね まい）
「早駆屋」の次女で、トップランクスクール1年A組在籍の16歳。周囲に数多くのオートバイがある生活環境から、身長137センチの小柄な身体で大型から小型までどんなマシンも巧みに操る。「アルファベットと数字の羅列した名前なんてかわいそう」という理由で所有するオートバイには名前を付けており、愛車のホンダ・モトコンポ（エンジンをノートン製ロータリーエンジンに換装している）を「キッコちゃん」と呼ぶ。
梶場 響子（かじば きょうこ）
「トップランクスクール」の先輩で「早駆屋」の配送員。スピード狂だが舞との勝負では草レース・公道問わず連戦連敗。第1話でドゥカティ・851を新調するも第4話で乗用車にぶつけられてほぼ全損。舞の所有する初期型RZ（RZ350Rのエンジンをボアアップして搭載、ヤマハ・TZの足回りを組み込んだマシンで名前は「白鷹くん」）に一時乗り換えたことをきっかけに、それまでの排気量至上主義的な考え方を改める。ドゥカティには愛着を持っており、最終話でカモ子の知り合いの解体屋から部品を入手して修理を始めた。
カモ子
「早駆屋」の整備員。フルネームは不明。舞の所有するオートバイの全てはカモ子と舞による改造やチューニングが行なわれている。
風音 ひとえ（かざね ひとえ）
舞の姉で「早駆屋」の社長。腰まである長髪の美女で、おっとりとした言動が目立つ。一方、ドリフトしながら走る舞のマシンに荷物を手に持ったまま横座りでタンデムするなど、スピード慣れしている様子もある。第4話で登場したドライバーの台詞から何かしらの過去があるのがうかがえるが、この伏線は全く回収されなかった。
秋ヶ瀬 鈴子（あきがせ すずこ）
中華料理店「鈴々亭」の一人娘で配達を担当。脇キャラながら2つのエピソード（14話・16話）に登場した。配達用のスーパーカブはホンダ・モンキー系のエンジンに換装した上で改造キットを組み込んだ特製マシン。人物設定では、休日には改造したゼファー750をトランポに積んで各地の大会などに遠征しており、全日本ジムカーナランキング2位となっている。